# Wasserpieper
Die entweder veraltete oder sich auf die Superspecies beziehende Bezeichnung Wasserpieper (früher Anthus spinoletta) meint heute folgende drei Arten:
- Strandpieper (Anthus petrosus)
- Bergpieper (Anthus spinoletta)
- Pazifischer Wasserpieper (Anthus rubescens).

Mit dem wissenschaftlichen Namen Anthus spinoletta wird heute nur der Bergpieper bezeichnet.